# Werdau
Werdau est une ville allemande située en Saxe, dans l'arrondissement de Zwickau.

## Histoire
| Appartenances historiques Margraviat de Misnie 1398–1423 Électorat de Saxe 1423-1806 Royaume de Saxe 1806–1918 République de Weimar 1918–1933 Reich allemand 1933–1945 Allemagne occupée 1945–1949 République démocratique allemande 1949–1990 Allemagne 1990–présent |

## Géographie

### Situation géographique
La ville est située près de la rivière Pleiße, au bord des montagnes Westerzgebrige à une altitude moyenne de 340 m d'altitude, à l'est de la zone de conservation du paysage forestier de Werdauer-Greizer. Les grandes villes les plus proches sont Zwickau, Chemnitz et Gera (respectivement, à 8 à 39 et à 26 km) en Thuringue.

### Villes voisines
Les communes proches sont Langenbernsdof, Neukirchen, Lichtentanne et Fraureth ainsi que Mohlsdorf-Teichwolframsdorf dans le district de Greiz.

## Histoire
La ville de Warden était initialement entourée d'une muraille et avait le droit de brasser de la bière. Le commerce de la poterie était pratiqué; il y avait également des tanneurs, des forgerons et des selliers. En 1557-1560, la sage-femme Margarethe Stellmacher a été condamné pour sorcellerie et a été exécutée. 
En 1756, un grand incendie se déclara à Werdau, dont presque toute la ville et l'ancienne mairie furent victimes. Ensuite, la ville s'est développée, passant de 2792 habitants en 1792 à 3461 en 1815. L'augmentation du nombre d'habitants est principalement due au fort développement des échanges et du commerce. L'ancien hôtel de ville n'a été démoli qu'en 1913. Un brasserie existe à Werdau depuis 1879.
La ville de Werdau n'a pas été épargnée par les deux guerres mondiales. Environ 500 citoyens ont perdu la vie pendant la Seconde Guerre mondiale. À partir du 9 avril 1945, il y a plusieurs raids aériens américains. Cela a entraîné la destruction de plusieurs bâtiments proches de la gare et du centre-ville. Bien plus tard, le 16 avril, Werdau a finalement été remise aux troupes américaines vers 15 heures.
En 1951, le projet de reconstruction nationale a été commencé dans lequel des travaux ont été réalisés pour le bien être de la population. Le Parc Richard Wagner, le Parc de la ville, la zone de loisirs An den Teichen ont été créés à cette époque. Un ancien terrain de parade nazi a été transformé en un stade à Landwehrgrund. Lors du procès du lycée de Werdauer en 1951, 19 élèves ont été condamnés à des peines de prison allant de 2 à 15 ans pour avoir protesté contre la dictature du SED.
Le paysage urbain de Werdau a changé depuis la chute du Mur. L'ancien quartier résidentiel Ernst Grube, constitué de lotissements de maisons préfabriqués construit en 1987 a été complètement démoli entre 2003 et 2016,.
En 2012, la Johannisplatz a été réaménagée et restaurée dans sa forme originale.

### Évolution démographique de la population (au 31 décembre)
| Année          | Nombre d'habitants |
| -------------- | ------------------ |
| 1834           | 4 994              |
| 1880           | 13 659             |
| 1925           | 21 047             |
| 1939           | 21 369             |
| 1950 (31 Aout) | 25 864             |
| 1960           | 24 539             |
| 1990           | 19 983             |
| 1997           | 23 258             |
| 2000           | 26 077             |
| 2002           | 25 158             |
| 2005           | 24 290             |
| 2008           | 23 146             |
| 2011           | 22 303             |
| 2013           | 21 114             |
| 2015           | 21 039             |
| 2016           | 20 905             |
| 2018           | 20 793             |

Note: À partir de 1995, l'augmentation du nombre d'habitants est due à l'intégration des communes voisines de Könogswalde, Steinpleis, Langenhessen et Leubnitz.

## Politique

### Élections municipales
En 2012, Stefan Czarnecki a été élu au second tour pour succéder à Ralf Tittmann. En 2019, le maire a annoncé sa nouvelle candidature mais a échoué au premier tour du scrutin face à son unique rival Sören Kristensen.

### Jumelage
Werdau est jumelée avec Röthenbach an der Pegnitz en Bavière depuis 1990.

## Culture et lieux d’intérêt

### Musées
Le Musée de la ville et de la machine de vapeur présente des représentations et des modèles de la ville et de l'histoire industrielle locale ainsi que l'une des plus grandes collections de porcelaine de Fraureuther en Allemagne.

### Architecture
La place du marché historique est dominée par l'hôtel de ville de type néo-Renaissance avec des détails architecturaux de style néo-baroque et Art nouveau de Wilhelm Kretzschmar (1909-1911). Des fontaines et des maisons de différentes périodes stylistiques sont également présentes. Au nord-est du marché, se trouve l'église baroque St. Marien, construite en 1760.

### Points d'eau
L'administration de la ville est responsable de deux installations aquatiques publiques : la première est la fontaine de la place du marché (inaugurée le 11 juillet 2002) et la seconde est la fontaine Eulenspiegel dans la WeberStraβe.

### Mémoriaux
Différents mémoriaux existent dans la commune de Werdau :
- Une pierre commémorative avec relief en l'honneur de Friedrich von Schiller dans le quartier de Steinpleis[10]
- Un mémorial de guerre en l'honneur du régiment d'infanterie saxon 105 qui est tombé au cours de la 1ère Guerre mondiale, sur la place du mémorial. La figure d'un guerrier assis, soutenu par une couronne de laurier, a été recrée par Haus Damman en 1923.
- Le mémorial soviétique sur la place du souvenir. Le relief monumental sur un mur est l’œuvre du sculpteur Zwickau Edmund Schorisch et a été inauguré en 1960 sur l'ancienne Leninplatz. Il représente trois soldats de l'Armée rouge en geste de fraternisation avec la population allemande locale. Des cérémonies officielles de commémoration de des manifestations politiques ont eu lieu sur le site devant le monument jusqu'en 1989[11].

## Personnalités liées
- Dana Glöss, coureuse cycliste professionnelle allemande, y est née le 14 décembre 1982.